# Wasserburg Müggenburg
Die Wasserburg Müggenburg, auch Schloss Müggenburg genannt, ist ein Herrenhaus und liegt etwa 10 km südlich der Kreisstadt Anklam (Mecklenburg-Vorpommern) im gleichnamigen Ortsteil der Gemeinde Neuenkirchen.
Die Niederungsburg und Wasserburg wurde 1355 erstmals urkundlich als „castro Mügghenborg“ erwähnt. Das Wort „Mügge“ steht dabei für eine Landzunge in einer feuchten Niederung. Zu dieser Zeit war die Burg Stammsitz der pommerschen Adelsfamilie von Nienkerken (Neuenkirchen). 1434 wurde ein Teil der Anlage bei einem Konflikt mit der Stadt Anklam zerstört, nur der 28 Meter hohe Fangelturm blieb erhalten. Um ihn herum wurde in den Jahren 1889 bis 1891 das heutige Herrenhaus im neugotischen Stil errichtet. 

„Der Schlossbau vom Ende des 19. Jahrhunderts befindet sich in dominierender Lage im ehemaligen Gutskomplex. Die ehemals zweigliedrige Anlage wird von einem bis 20 m breiten, wasserführenden Graben umgeben. Das Plateau reicht bis 4 m über die Wasserfläche. Es ist heute annähernd ein Rechteck von etwa 50 m Breite und 90 m Länge. Durch den Schlossbau wurde der Graben zwischen den beiden Burgteilen verfüllt. Auf dem westlichen Teil steht das Schloss. Darin eingebunden ist der bis 23 m hohe Bergfried. Der östliche, unwesentlich breitere, heute freie Teil trug vermutlich die Vorburg. Aus dem Jahre 1331 stammt die Erwähnung des 'castra Mughe(n)borgh'. 1434 erfolgte die Zerstörung der Burg.“

Mit dem dazugehörigen Rittergut war es bis zur Enteignung 1945 im Besitz der Familie Holtz. Im Zuge der Bodenreform wurde das Herrenhaus der Gemeinde Neuenkirchen übereignet, die es zunächst als Flüchtlingsunterkunft, dann als Kulturzentrum nutzte und es später der LPG überließ. Als diese ab 1980 keine Verwendung mehr für das Gebäude fand, wurde es aufgegeben und dem Verfall preisgegeben und, wie beispielsweise die umfangreichen Holztäfelungen, mutwillig zerstört und geplündert. In den Jahren 1986 und 1987 fanden hier Dreharbeiten für den DEFA-Film Einer trage des anderen Last … statt.
1994 erwarb der Inhaber eines holzverarbeitenden Betriebes das Herrenhaus und richtete es überwiegend mit eigenen Mitteln soweit wieder her, dass er im bescheidenen Maße Ausflügler bewirten kann. Auch der alte Burgturm kann wieder bestiegen werden, von dem man einen weiten Blick über die vorpommersche Landschaft von Anklam bis zu den Helpter Bergen hat. Beim Aufstieg kommt man an der ehemaligen Eingangshalle mit ihrem Kreuzrippengewölbe vorbei, die den als Baumotto verwendeten Bibelvers „Ich aber und mein Haus wollen dem Herrn dienen“ zeigt.